# Georg Franz Xaver Schwager
Georg Franz Xaver Schwager (* 1963 in Landshut) ist ein römisch-katholischer Geistlicher und Leiter der Abteilung für Selig- und Heiligsprechungsprozesse im bischöflichen Konsistoriums des Bistums Regensburg.

## Leben
Georg Franz Xaver Schwager wuchs in Essenbach auf. Nach der Priesterweihe am 24. Juni 1989 in Regensburg war er Kaplan in Mariä Himmelfahrt (Gangkofen) und St. Jakob (Schwandorf). Er war ab 1994 Pfarrer in Tunding-Martinsbuch. Er wurde Domvikar und ist seit 1998 Leiter der Abteilung für Selig- und Heiligsprechungsprozesse der Diözese Regensburg. Als Seelsorger wirkt er seit 1999 in St. Nikolaus der Pfarreiengemeinschaft Hohengebraching-Matting. Papst Benedikt XVI. ernannte ihn zum Päpstlichen Ehrenkaplan (Monsignore). Im Auftrag von Bischof Rudolf Voderholzer feiert er auch Gottesdienste nach dem Missale Romanum von 1962.

## Schriften (Auswahl)
- Die Heiligen und ihre Fürsprache bei Gott. Abteilung für Selig- und Heiligsprechungsprozesse für das Bistum Regensburg, Regensburg 1997, ISBN 3-00-002366-6.
- Bischof Wittmann – Helfer der Bedrängten. Er war ein Erzieher der Priester, ein Freund der Kinder. Kurzbiographie, Novene/Gebete, Gedanken. Anhang: Trauerrede vom Domkapitular Melchior Diepenbrock (1833). Neun-Tage-Andacht. Regensburg 2001, ISBN 3-9803993-4-6.
- Anna Schäffer. Vorbild der Kranken, Leidenden und Armen. Regensburg 2012, ISBN 3-7954-2629-4.
- Gelebtes Vertrauen. Zeugnisse auffallender Gebetserhörungen auf die Fürsprache Anna Schäffers aus den Jahren 1999 bis 2006. Abteilung für Selig- und Heiligsprechungsprozesse für das Bistum Regensburg, Regensburg 2005, 3., erweiterte Aufl. 2013, ISBN 978-3-9803993-7-1.
- Anna-Schäffer-Bruderschaft. Regensburg 2014, OCLC 900420048.
- Die Anna-Schäffer-Kapelle in Essenbach. Beschreibung des Bauwerkes und seiner Einrichtung. Essenbach 2019, OCLC 1187226312.
- mit Matthias Waldmann (Hrsg.): Faszinierendes Priestertum. Eine Sammlung geistlicher Werke des Bischofs Georg Michael Wittmann. Patrimonium Verlag, Heimbach/Eifel 2016, ISBN 978-3-86417-054-6.